# La torta in cielo
La torta in cielo è un romanzo per ragazzi del 1966 dell'autore italiano Gianni Rodari.
Come dichiara l'autore nella prefazione, la storia è "nata nelle scuole elementari Collodi, borgata del Trullo, Roma, tra gli scolari della signorina Maria Luisa Bigiaretti". Fu pubblicata a puntate sul Corriere dei Piccoli a partire dal 1964 prima di essere raccolta in un libro.
Dal romanzo è stato tratto l'omonimo film del 1972 diretto da Lino Del Fra. Il romanzo è stato tradotto in inglese, russo e tedesco.

## Trama
Una mattina, nel cielo sopra la borgata romana del Trullo, compare un enorme UFO marrone di forma circolare, che scatena il panico tra la popolazione. Nel corso della giornata viene decretato lo stato di allerta, tutti gli accessi alla borgata vengono chiusi e, per studiare l'oggetto e valutare come gestire la situazione, viene costituito un comando militare, chiamato E.S., sigla di Emergenza Spaziale, e diretto da un generale chiamato con il nome in codice di Diomede; nel comando viene reclutato il vigile urbano Meletti, residente nella zona. Il comando manda un pilota, chiamato con il nome in codice di Dedalo, ad esaminare l'UFO da vicino a bordo di un elicottero. Improvvisamente un pezzo dell'UFO si stacca e cade sul balcone della casa di Meletti, dove i due figli del vigile, Paolo e Rita, lo esaminano e scoprono che è fatto di cioccolato, quindi Rita si convince che l'UFO sia una torta. I due bambini tentano di stabilire un contatto con l'oggetto lanciando il loro aquilone, ma vengono scoperti dal comando e sgridati dal padre.
L'oggetto scende sempre più di quota e, nel pomeriggio, atterra su una vicina collinetta: Diomede lo fa circondare di forze armate e vorrebbe bombardarlo subito, ma il governo glielo vieta, imponendogli di usare le armi solo in risposta ad un attacco dei presunti nemici spaziali. Paolo e Rita riescono ad eludere i controlli e scoprono che Rita aveva ragione, in quanto l'oggetto è proprio un'enorme torta. I due si intrufolano all'interno e, scavando attraverso molteplici strati di squisito dolciume, arrivano ad una camera centrale, in cui vedono uno strano signore che parla in una lingua incomprensibile, che Rita soprannomina Geppetto, trovando la sua situazione simile a quella dell'omonimo personaggio de Le avventure di Pinocchio quando si trova intrappolato nel ventre della balena; ignari delle intenzioni dell'uomo, decidono di tornare a casa, ma durante il cammino Rita perde una scarpa, che viene trovata dalle truppe mandate a sorvegliare l'UFO.
Per identificarne il proprietario, Meletti si offre per far provare la scarpa a tutti i bambini della zona, come nella fiaba di Cenerentola, non accorgendosi che è una scarpa di sua figlia; Rita viene infine scoperta e portata al comando. La bambina spiega che l'oggetto volante è un'enorme torta e, a dimostrazione delle sue parole, fa assaggiare un pezzo del cioccolato portato da casa a due noti scienziati chiamati come consulenti, il professor Rossi e il professor Terenzio. Questi però, forse per autosuggestione, iniziano a dire di sentirsi soffocare e di provare forti dolori in punti imprecisati del corpo e vengono portati all'ospedale assieme alla bambina, che tuttavia non lamenta alcun malessere.
Nel frattempo Paolo riesce ad entrare di nuovo nella torta con un trucco (lancia un sasso oltre gli sbarramenti in modo che il cane Zorro lo rincorra ed insegue il cane fingendo di essere preoccupato) e fa la conoscenza dell'uomo che si trova all'interno, che si rivela di provenienza assolutamente terrestre, inizia a parlare in italiano avendo capito di essere in Italia, chiede a Paolo di chiamarlo "professor Zeta" in quanto il suo nome è segreto e si presenta come uno scienziato atomico che lavorava per una nazione straniera. Egli era stato incaricato dal governo del proprio Paese di mettere a punto un'arma formidabile: un fungo atomico dirigibile, che si potesse spostare a proprio piacimento nell'atmosfera e posizionare sopra qualsiasi Paese nemico allo scopo di contaminarlo. Durante la cerimonia che si tenne prima dell'esperimento, un ministro che vi stava assistendo fece accidentalmente cadere un pasticcino dentro la bomba (che era stata realizzata in modo eccellente), e quando l'ordigno venne sganciato da un aereo e fatto detonare non solo non si generò un fungo dirigibile, ma si generò addirittura una torta al posto del fungo; alla fine il professore dovette lanciarsi dall'aereo, essendo terminato il combustibile, ma non riuscì a manovrare il paracadute e precipitò finendo proprio al centro della torta, dove, infuriato, mentre la torta veniva trasportata dai venti, iniziò a svolgere calcoli per capire cosa fosse andato storto, certo che non potesse essere colpa soltanto del pasticcino, e rimase totalmente ignaro di essere atterrato e del luogo dove era arrivato finché non gli si presentarono i due bambini.
Il professore intende cancellare la prova del suo insuccesso al costo della propria vita, facendo credere che sia vero ciò che tutti pensano, cioè che si tratti di un'invasione aliena, e dando un ultimatum alle autorità nel quale chiedere in ostaggio mille bambini e minacciare di distruggere Roma se non venisse accontentato, in modo che le autorità decidano di distruggere la torta con un bombardamento. Lo scienziato chiede a Paolo di riferire ciò al comando, ma il bambino si rifiuta e cerca di farlo ragionare, fino a quando il cane Zorro si lancia fuori dalla torta e Paolo, seguendolo, vede che, invece dei soldati, alla torta si sta avvicinando un'enorme folla di bambini, attirati dalla notizia che l'UFO è una torta, diffusa da Rita tra i bambini dell'ospedale e da essi riferita a tutti i bambini della città, che quindi sono venuti lì per mangiare la torta, raggiunti successivamente dai genitori, che prima li sgridano e poi, quando si rendono conto di quanto sia buona la torta, iniziano a rimpinzarsene anche loro. 
Il professor Zeta, alla fine, si diverte a raccontare ai bambini di stare offrendo loro uno squisito dolce marziano e, realizzando che in questo modo ha soddisfatto il suo desiderio di far sparire la sua fallimentare creazione e allo stesso tempo ha fatto felici centinaia di bambini, si rende conto di provare una felicità che nessun esperimento riuscito gli ha mai dato.

## Edizioni
- Gianni Rodari, La torta in cielo, collana Libri per ragazzi, illustrazioni di Bruno Munari, n. 19, Torino, Einaudi, 1966, ISBN 8806035614.
- Gianni Rodari, La torta in cielo, collana Storie e rime, illustrazioni di Francesco Altan, n. 9, Torino, Einaudi, 1993, ISBN 9788879261036.
- Gianni Rodari, La torta in cielo, collana Lo scaffale d'oro, illustrazioni di Francesco Altan, Torino, Einaudi, 1995, ISBN 8879261940. Ospitato su archive.org.
- Gianni Rodari, La torta in cielo, collana I Favolosi, supplemento a Il Giornalino, Alba, San Paolo, 2003.
- Gianni Rodari, La torta in cielo, collana Einaudi ragazzi, illustrazioni di Bruno Munari, Torino, Einaudi, 2009, ISBN 9788879267366.